# Литвинова, Елизавета Фёдоровна
Елизавета Фёдоровна Литвинова (урождённая Ивашкина; 21 сентября 1845, Тульская губерния — 1919) — русский математик, педагог и популяризатор науки .

## Биография
Родилась 21 сентября 1845 года в Тульской губернии, в дворянской семье. Начальное образование получила в женской средней школе в Санкт-Петербурге. В 1866 году Елизавета вышла замуж за Виктора Литвинова; последний в отличие от В. О. Ковалевского, мужа Софьи Ковалевской, не разрешал ей поехать в Европу для учёбы в тамошних университетах. Математическое образование получила в Петербурге под руководством А. Н. Страннолюбского, он был наставником Софии Ковалевской.
В 1872 году, после смерти мужа, Литвинова уехала в Цюрих, поступив в политехнический институт. В 1873 году император Александр II издал указ, в котором говорилось, что все женщины из Российской империи находящиеся на обучении в Цюрихе, должны вернуться на родину, иначе им придется столкнуться с последствиями. Литвинова была одной из немногих, кто проигнорировал указ. Она продолжила учёбу, в 1876 году получила степень бакалавра в Цюрихе, а в 1878 году под руководством Людвига Шлефли защитила докторскую диссертацию «Решение проблемы отображения», получив докторскую степень в Бернском университете. В 1897 году она была одной из четырёх российских делегатов, принявших участие в Международном женском конгрессе в Брюсселе.

## Карьера
Вернувшись в Россию, Литвинова не смогла получить работу в университете из-за того, что проигнорировала указ от 1873 года. Преподавала в женской средней школе, пополняя свой скудный доход написанием биографических статей об известных людях, таких как математик и механик Ковалевская С. В., древнегреческий философ Аристотель, философ, политик и общественный деятель Фрэнсис Бэкон и др.  За 35 лет преподавания опубликовала более 70 статей по философии и практике преподавания математики.
Ушла на пенсию, и, по всей вероятности, Февральскую и Октябрьскую революции 1917 года встретила в России, вместе со своей сестрой. Точная дата кончины Литвиновой Е. Ф. неизвестна: возможно, она умерла в Петрограде во время голода в 1919 году, по другим предположениям, скончалась в 1921 или 1922 гг..

## Сочинения
- Даламбер, его жизнь и научная деятельность / С портр. Даламбера, грав. в Лейпциге Геданом. — СПб., 1891. — 80 с., 1 л. фронт. (портр.) — (Жизнь замечательных людей. Биографическая библиотека Ф. Павленкова)
- Ф. Бэкон. Его жизнь, научные труды и общественная деятельность. — СПб., 1891.
- Джон Локк, его жизнь и философская деятельность — СПб., 1892. — 77 с.
- С. В. Ковалевская: (Женщина-математик): Её жизнь и учёная деятельность: Биогр. очерк / С портр. С. В. Ковалевской, грав. в Лейпциге Геданом. — СПб., 1894. — 92 с. — (Жизнь замечательных людей. Биографическая библиотека Ф. Павленкова)
- Кондорсэ, его жизнь и деятельность, научная и политическая. — СПб: тип. т-ва «Обществ. польза», 1894.
- Н. И. Лобачевский. Его жизнь и учёная деятельность. — СПб.: тип. П. П. Сойкина, 1895. — 79 с.